# Logobou (département)
Pour le chef-lieu, voir Logobou.

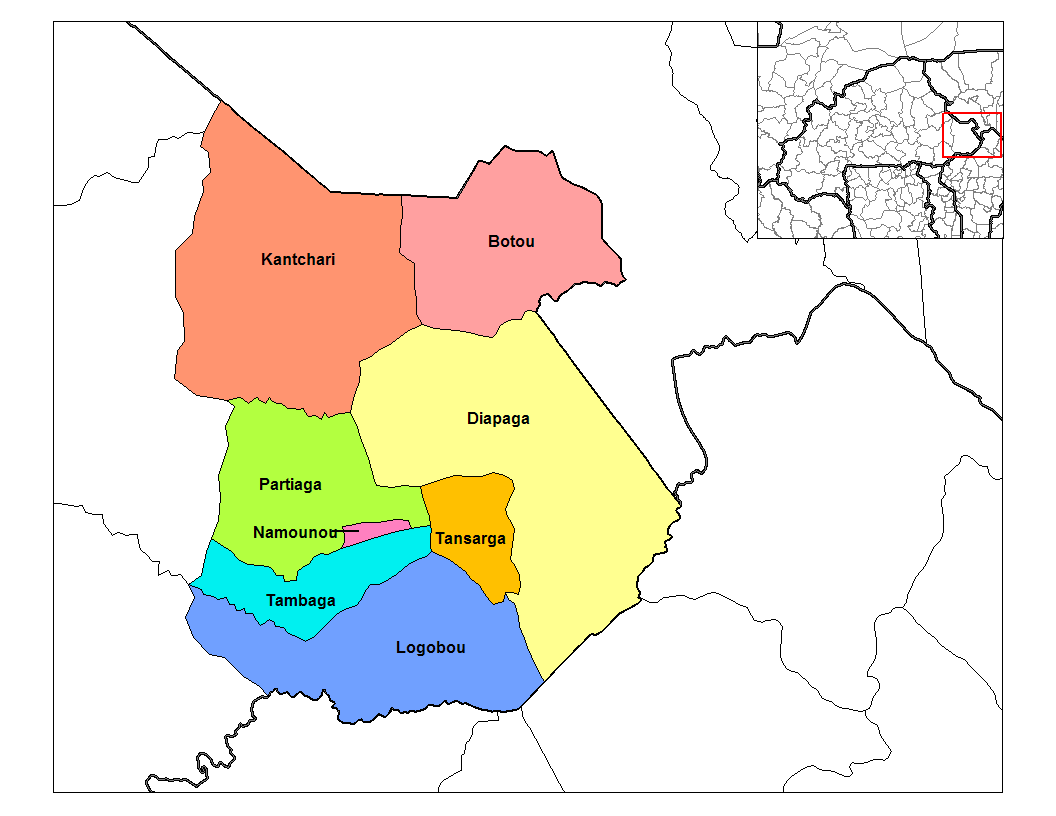
Localisation de la province de Tapoa.

Logobou est un département du Burkina Faso située dans la province de la Tapoa et dans la région de l'Est.
En 2006, le dernier recensement comptabilise 61 422 habitants.

## Communes

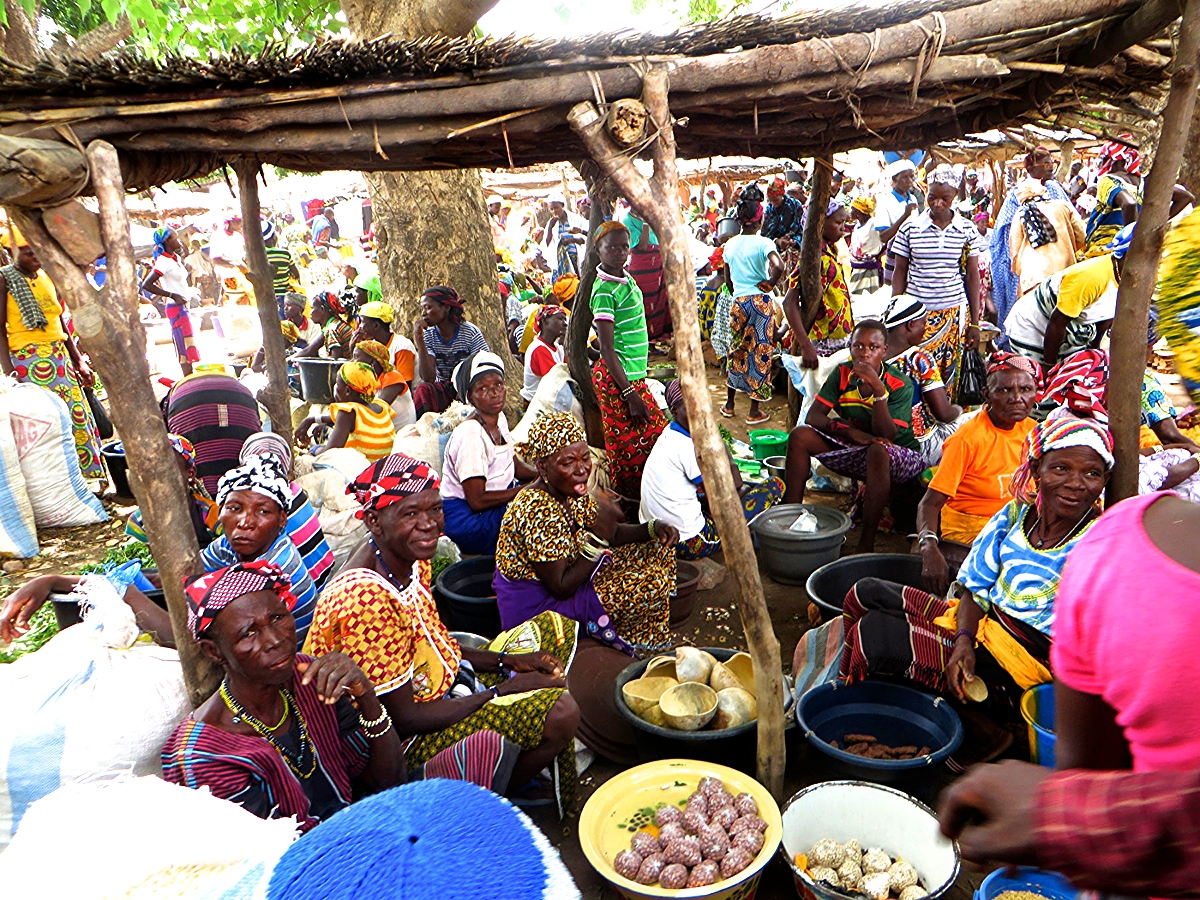
Marché de Logobou.

Le département se compose d'un chef-lieu, Logobou, et de quinze villages :
- Diabonli
- Fangou
- Houaré
- Kindi-Kombou
- Mahadaga
- Mamangou
- Momba
- Moridéni
- Mouabou
- Nadiéringa
- Nagaré
- Namponkoré
- Namponsiga
- Palboa
- Siaga